# Sphaeroceridae
Famille
Sphaeroceridae est une famille de diptères.

## Liste des genres
Selon Catalogue of Life (1 mars 2013) :
- genre Achaetothorax
- genre Acuminiseta
- genre Alloborborus
- genre Aluligera
- genre Anatalanta
- genre Anomioptera
- genre Anommonia
- genre Antrops
- genre Apterobiroina
- genre Apteromyia
- genre Aptilotella
- genre Aptilotus
- genre Archiborborus
- genre Archiceroptera
- genre Archicollinella
- genre Archileptocera
- genre Aspinilimonina
- genre Bacchis
- genre Bentrovata
- genre Biroina
- genre Bitheca
- genre Borborillus
- genre Borborus
- genre Bromeloecia
- genre Ceroptera
- genre Chaetopodella
- genre Chespiritos
- genre Coproica
- genre Copromyza
- genre Crumomyia
- genre Druciatus
- genre Dudaia
- genre Elachisoma
- genre Frutillaria
- genre Gobersa
- genre Gonioneura
- genre Gymnometopina
- genre Herniosina
- genre Homalomitra
- genre Howickia
- genre Immoderatus
- genre Indiosina
- genre Ischiolepta
- genre Kabaria
- genre Lecogaster
- genre Lepidosina
- genre Leptocera
- genre Limomyza
- genre Limosina
- genre Limosinella
- genre Lobeliomyia
- genre Lotobia
- genre Lotophila
- genre Mesaptilotus
- genre Mesosphaerocera
- genre Metaborborus
- genre Minilimosina
- genre Monteithiana
- genre Musca
- genre Myrmolimosina
- genre Nearcticorpus
- genre Neosphaerocera
- genre Norrbomia
- genre Ocellipsis
- genre Ocellusia
- genre Opacifrons
- genre Opalimosina
- genre Oribatomyia
- genre Otwayia
- genre Pachytarsella
- genre Palaeoceroptera
- genre Palaeocoprina
- genre Papualimosina
- genre Papuellicesa
- genre Paralimosina
- genre Paraptilotus
- genre Paraspelobia
- genre Parasphaerocera
- genre Pellucialula
- genre Penola
- genre Philocoprella
- genre Phthitia
- genre Pismira
- genre Pleuroseta
- genre Podiomitra
- genre Poecilosomella
- genre Popondetta
- genre Pseudocollinella
- genre Pteremis
- genre Pterogramma
- genre Pterogrammoides
- genre Pullimosina
- genre Puncticorpus
- genre Pycnopota
- genre Rachispoda
- genre Reunionia
- genre Robustagramma
- genre Rudolfina
- genre Safaria
- genre Sclerocoelus
- genre Scutelliseta
- genre Siphlopteryx
- genre Spelobia
- genre Sphaerocera
- genre Sphaeromitra
- genre Spinilimosina
- genre Telomerina
- genre Terrilimosina
- genre Thoracochaeta
- genre Trachyopella
- genre Trichosphaerocera
- genre Trisetomyia
- genre Tucma
- genre Xenolimosina

## Liste des sous-familles
Selon ITIS (1 mars 2013) :
- sous-famille Copromyzinae
- sous-famille Limosininae
- sous-famille Sphaerocerinae